# CONSUR Women’s Sevens 2021
CONSUR Women’s Sevens 2021 – dwudzieste mistrzostwa strefy CONSUR w rugby 7 kobiet, oficjalne międzynarodowe zawody rugby 7 o randze mistrzostw kontynentu organizowane przez Sudamérica Rugby mające na celu wyłonienie najlepszej żeńskiej reprezentacji narodowej w tej dyscyplinie sportu w strefie CONSUR, które odbyły się w dniach 12–13 listopada 2021 roku na boiskach Carrasco Polo Club w Montevideo. Turniej służył również jako kwalifikacja do Pucharu Świata 2022.
W swoich grupach z kompletem zwycięstw najlepsze okazały się Brazylia i Kolumbia, które następnie awansowały do finału, tym samym gwarantując sobie miejsce w PŚ 2022. Tytuł mistrzowski obroniły po raz kolejny Brazylijki, a spośród nich Thalia Costa zdobyła najwięcej przyłożeń w zawodach, zaś Bianca Silva została wybrana ich najlepszą zawodniczką.

## Informacje ogólne
Zawody ponownie rozegrano w ramach dorocznego Torneo Valentín Martínez w dziesięciozespołowej obsadzie. Podstawą do ich rozstawienia były wyniki poprzedniej edycji. W pierwszej fazie reprezentacje rywalizowały w ramach dwóch pięciozespołowych grup systemem kołowym, po czym nastąpiła faza pucharowa – dwie czołowe drużyny z każdej grupy walczyły o medale, pozostałe zaś o poszczególne miejsca.
W fazie grupowej spotkania toczone były bez ewentualnej dogrywki, za zwycięstwo, remis i porażkę przysługiwały odpowiednio trzy, dwa i jeden punkt, brak punktów natomiast za nieprzystąpienie do meczu. Przy ustalaniu rankingu po fazie grupowej w przypadku tej samej liczby punktów lokaty zespołów były ustalane kolejno na podstawie:
- wyniku meczu pomiędzy zainteresowanymi drużynami;
- lepszego bilansu punktów zdobytych i straconych;
- lepszego bilansu przyłożeń zdobytych i straconych;
- większej liczby zdobytych punktów;
- większej liczby zdobytych przyłożeń;
- wyższego przedturniejowego rozstawienia.

W przypadku remisu w fazie pucharowej organizowana była dogrywka składająca się z dwóch pięciominutowych części, z uwzględnieniem reguły nagłej śmierci.
Stawką mistrzostw prócz medali były również dwa miejsca w turnieju finałowym Pucharu Świata 2022, a były one transmitowane w oficjalnej aplikacji regionalnego związku.
Składy zespołów i sędziowie zawodów.

## Faza grupowa

### Grupa A
| 12 listopada 202109:00 | Urugwaj | 14:19 | Argentyna | Carrasco Polo Club, Montevideo |
| 12 listopada 202109:00 |         | 14:19 |           | Carrasco Polo Club, Montevideo |

| 12 listopada 202109:22 | Brazylia | 59:0 | Kostaryka | Carrasco Polo Club, Montevideo |
| 12 listopada 202109:22 |          | 59:0 |           | Carrasco Polo Club, Montevideo |

| 12 listopada 202111:08 | Brazylia | 55:0 | Gwatemala | Carrasco Polo Club, Montevideo |
| 12 listopada 202111:08 |          | 55:0 |           | Carrasco Polo Club, Montevideo |

| 12 listopada 202111:30 | Urugwaj | 38:0 | Kostaryka | Carrasco Polo Club, Montevideo |
| 12 listopada 202111:30 |         | 38:0 |           | Carrasco Polo Club, Montevideo |

| 12 listopada 202113:26 | Brazylia | 29:12 | Argentyna | Carrasco Polo Club, Montevideo |
| 12 listopada 202113:26 |          | 29:12 |           | Carrasco Polo Club, Montevideo |

| 12 listopada 202113:48 | Urugwaj | 36:12 | Gwatemala | Carrasco Polo Club, Montevideo |
| 12 listopada 202113:48 |         | 36:12 |           | Carrasco Polo Club, Montevideo |

| 12 listopada 202115:24 | Argentyna | 57:7 | Kostaryka | Carrasco Polo Club, Montevideo |
| 12 listopada 202115:24 |           | 57:7 |           | Carrasco Polo Club, Montevideo |

| 13 listopada 202109:00 | Argentyna | 43:0 | Gwatemala | Carrasco Polo Club, Montevideo |
| 13 listopada 202109:00 |           | 43:0 |           | Carrasco Polo Club, Montevideo |

| 13 listopada 202109:22 | Brazylia | 28:12 | Urugwaj | Carrasco Polo Club, Montevideo |
| 13 listopada 202109:22 |          | 28:12 |         | Carrasco Polo Club, Montevideo |

| 13 listopada 202111:13 | Kostaryka | 19:17 | Gwatemala | Carrasco Polo Club, Montevideo |
| 13 listopada 202111:13 |           | 19:17 |           | Carrasco Polo Club, Montevideo |

### Grupa B
| 12 listopada 202109:44 | Kolumbia | 15:10 | Chile | Carrasco Polo Club, Montevideo |
| 12 listopada 202109:44 |          | 15:10 |       | Carrasco Polo Club, Montevideo |

| 12 listopada 202110:06 | Paragwaj | 19:0 | Peru | Carrasco Polo Club, Montevideo |
| 12 listopada 202110:06 |          | 19:0 |      | Carrasco Polo Club, Montevideo |

| 12 listopada 202111:52 | Paragwaj | 48:0 | Panama | Carrasco Polo Club, Montevideo |
| 12 listopada 202111:52 |          | 48:0 |        | Carrasco Polo Club, Montevideo |

| 12 listopada 202112:14 | Kolumbia | 17:0 | Peru | Carrasco Polo Club, Montevideo |
| 12 listopada 202112:14 |          | 17:0 |      | Carrasco Polo Club, Montevideo |

| 12 listopada 202114:10 | Paragwaj | 29:7 | Chile | Carrasco Polo Club, Montevideo |
| 12 listopada 202114:10 |          | 29:7 |       | Carrasco Polo Club, Montevideo |

| 12 listopada 202114:32 | Kolumbia | 63:0 | Panama | Carrasco Polo Club, Montevideo |
| 12 listopada 202114:32 |          | 63:0 |        | Carrasco Polo Club, Montevideo |

| 12 listopada 202115:46 | Chile | 12:0 | Peru | Carrasco Polo Club, Montevideo |
| 12 listopada 202115:46 |       | 12:0 |      | Carrasco Polo Club, Montevideo |

| 13 listopada 202109:44 | Chile | 60:0 | Panama | Carrasco Polo Club, Montevideo |
| 13 listopada 202109:44 |       | 60:0 |        | Carrasco Polo Club, Montevideo |

| 13 listopada 202110:06 | Paragwaj | 5:10 | Kolumbia | Carrasco Polo Club, Montevideo |
| 13 listopada 202110:06 |          | 5:10 |          | Carrasco Polo Club, Montevideo |

| 13 listopada 202111:35 | Peru | 44:0 | Panama | Carrasco Polo Club, Montevideo |
| 13 listopada 202111:35 |      | 44:0 |        | Carrasco Polo Club, Montevideo |

## Faza pucharowa

### Mecz o 9. miejsce
| 13 listopada 202113:41 | Gwatemala | 37:0 | Panama | Carrasco Polo Club, Montevideo |
| 13 listopada 202113:41 |           | 37:0 |        | Carrasco Polo Club, Montevideo |

### Mecz o 7. miejsce
| 13 listopada 202114:03 | Kostaryka | 5:38 | Peru | Carrasco Polo Club, Montevideo |
| 13 listopada 202114:03 |           | 5:38 |      | Carrasco Polo Club, Montevideo |

### Mecz o 5. miejsce
| 13 listopada 202114:25 | Urugwaj | 17:12 | Chile | Carrasco Polo Club, Montevideo |
| 13 listopada 202114:25 |         | 17:12 |       | Carrasco Polo Club, Montevideo |

### Cup
|  |                   |           |           |                   |   |          |          |       |
|  | Półfinały         | Półfinały | Półfinały |                   |   | Finał    | Finał    | Finał |
|  | Półfinały         | Półfinały | Półfinały |                   |   | Finał    | Finał    | Finał |
|  | 13 listopada 2021 |           |           |                   |   |          |          |       |
|  |                   |           |           |                   |   |          |          |       |
|  | Brazylia          | Brazylia  | 57        |                   |   |          |          |       |
|  | Brazylia          | Brazylia  | 57        | 13 listopada 2021 |   |          |          |       |
|  | Paragwaj          | Paragwaj  | 0         |                   |   |          |          |       |
|  | Paragwaj          | Paragwaj  | 0         |                   |   | Brazylia | Brazylia | 36    |
|  | 13 listopada 2021 |           |           |                   |   | Brazylia | Brazylia | 36    |
|  |                   |           | Kolumbia  | Kolumbia          | 5 |          |          |       |
|  | Kolumbia          | Kolumbia  | Kolumbia  | Kolumbia          | 5 | 15       |          |       |
|  | Kolumbia          | Kolumbia  |           |                   |   |          |          |       |
|  | Argentyna         | Argentyna | 14        |                   |   |          |          |       |
|  | Argentyna         | Argentyna | 14        | Mecz o 3. miejsce |   |          |          |       |
|  |                   |           |           |                   |   |          |          |       |
|  | 13 listopada 2021 |           |           |                   |   |          |          |       |
|  |                   |           |           |                   |   |          |          |       |
|  | Argentyna         | Argentyna | 24        |                   |   |          |          |       |
|  | Argentyna         | Argentyna | 24        |                   |   |          |          |       |
|  | Paragwaj          | Paragwaj  | 5         |                   |   |          |          |       |
|  | Paragwaj          | Paragwaj  | 5         |                   |   |          |          |       |

| 13 listopada 202112:57 | Brazylia | 57:0 | Paragwaj | Carrasco Polo Club, Montevideo |
| 13 listopada 202112:57 |          | 57:0 |          | Carrasco Polo Club, Montevideo |

| 13 listopada 202113:19 | Kolumbia | 15:14 | Argentyna | Carrasco Polo Club, Montevideo |
| 13 listopada 202113:19 |          | 15:14 |           | Carrasco Polo Club, Montevideo |

| 13 listopada 202115:43 | Brazylia | 36:5 | Kolumbia | Carrasco Polo Club, Montevideo |
| 13 listopada 202115:43 |          | 36:5 |          | Carrasco Polo Club, Montevideo |

| 13 listopada 202115:17 | Argentyna | 24:5 | Paragwaj | Carrasco Polo Club, Montevideo |
| 13 listopada 202115:17 |           | 24:5 |          | Carrasco Polo Club, Montevideo |

## Klasyfikacja końcowa
| Miejsce | Reprezentacja | Uwagi             |
| ------- | ------------- | ----------------- |
| 1       | Brazylia      | awans na: PŚ 2022 |
| 2       | Kolumbia      | awans na: PŚ 2022 |
| 3       | Argentyna     | -                 |
| 4       | Paragwaj      | -                 |
| 5       | Urugwaj       | -                 |
| 6       | Chile         | -                 |
| 7       | Peru          | -                 |
| 8       | Kostaryka     | -                 |
| 9       | Gwatemala     | -                 |
| 10      | Panama        | -                 |